# Orchistoma agariciforme
Orchistoma agariciforme är en nässeldjursart som beskrevs av Keller 1884. Orchistoma agariciforme ingår i släktet Orchistoma och familjen Orchistomidae. Inga underarter finns listade i Catalogue of Life.